# Peter Becker (Fußballspieler)
Peter Becker (* 8. Dezember 1958) ist ein ehemaliger deutscher Fußballspieler.
Becker stand in den beiden Spielzeiten zwischen 1979 und 1981 beim Karlsruher SC unter Vertrag; dabei kam der Abwehrspieler aber lediglich zu drei Einsätzen in der Zweiten Liga und einem Einsatz im DFB-Pokal in der Saison 1979/1980. Ab 1981 spielte er in der Verbandsliga beim SV 08 Kuppenheim, bei dem er mindestens bis 1986 aktiv war.